# Institut Mines-Télécom Business School
Institut Mines-Télécom Business School er en europæisk business school med campusser i Évry og Paris. Skolen, der blev grundlagt i 1979. IMT BS blev placeret på en 75. plads blandt de europæiske business schools i 2019 af Financial Times.
IMT BS programmer har de tre internationale akkrediteringer AMBA, CGE og AACSB. Skolen har over 7.500 alumner inden for handel og politik.